# Magyar Leszámítoló és Pénzváltó Bank
A Magyar Leszámítoló és Pénzváltó Bankot 1869-ben alapította a bécsi székhelyű alsó-ausztriai Escompte-Gesellschaft, mely átvette a Budapesten létezett C. J. Malvieux-féle bank- és váltóház üzletét. Az intézet alaptőkéjét névlegesen 1 500 000 forintban állapították meg, felosztva 7500 darab 200 forintos részvényre, de erre csak 70 forintot fizettek be részvényenként, úgyhogy a tényleges alaptőke csak 525 000 forint volt. 
Az intézet részvényei az első években nem jöttek piacra és az üzletkör is a szorosan vett banküzletekre szorítkozott, 1879-ben azonban kiterjesztették az üzletkört az áruüzletre is, de már előbb, 1877-ben olyképen változtatták meg a részvénytőkét, hogy a 7500 darab 200 forint névértékű, de csak 70 forinttal befizetett részvényt átváltoztatták 5250 darab 100 forinttal befizetett részvényre. 1880-ban 14 750 új 100 forintos részvényt bocsátottak ki, miáltal az alaptőke 2 millió forintra emelkedett. 
1881-ben az alaptőkét abból az alkalomból, hogy a Magyar Leszámítoló és Pénzváltó Bank átvette a fővárosi közraktárak kezelését, továbbá Szegeden, Barcson és Fiumében is létesített közraktárakat, 80 000 új részvény kibocsátása által 10 millió forintra emelték. 1893-ban újból fölemelték a részvénytőkét 12 500 000 forintra és ez alkalommal a részvények névértékét is megváltoztatták, amennyiben két régi 100 forintos helyett adtak egy új 400 koronáról, illetőleg 200 forintról szóló részvényt. 
Végül 1895-ben újabb 12 500 darab 400 korona névértékű részvény kibocsátásával 15 000 000 forintra emelték az alaptőkét. Az 1895-iki részvények azonban csak 1896. január 1-jétől kezdve részesültek a társaság nyereségében. 
A Magyar Leszámítoló és Pénzváltó Bank a széles alapokon művelt banküzlet mellett áru- és közraktári üzletekkel is foglalkozott. A pénzügyi kibocsátások terén is nagy tevékenységet fejtett ki és e tekintetben annak a pénzügyi csoportnak a magyarországi képviselője volt, mely a bécsi Unionbank vezetése alatt állt. A nevezetesebb pénzügyi műveletekhez, melyeket végrehajtott, hozzátartozik, hogy az első magyar 5%-os papirjáradékot 14 millió forintnyi összegben ő vezette be a piacra. Azonkivül a pesti hazai első takarékpénztár és a Magyar Jelzáloghitelbank zálogleveleinek, a temes-bégavölgyi vizszabályozási kölcsön kötvényeinek, a magyar vöröskereszt-sorsjegyek, a bazilika-sorsjegyek, a 4,5%-os új beruházási kölcsön kibocsátásában részt vett. Később kibocsátotta a 3%-os Vaskapu-kölcsönt. 
Alapításai is igen nevezetesek; így a magyar fegyvergyár, a Magyar Agrár- és Járadékbank, a Schönichen-Hartmann-féle hajógyár és sok más jelentékeny vállalat neki és csoportjának köszönhetik létezésüket. Részt vett a Magyar Általános Hitelbankkal együtt a Magyar Folyam- és Tengerhajózási Részvénytársaság megalapításában és része volt az 1892. évi nagy konverzióban. 
A Magyar Leszámítoló és Pénzváltó Bank 1895. évi mérlege szerint a tartalékalap 2 206 506 forint, a különböző betétek 18 897 327 forintra rúgtak, a váltótárca 6 922 894 forint, az előlegek 11 667 344 forint, az adósok 13 946 287 forintot tettek. A Magyar Leszámítoló és Pénzváltó Bank részvényei április 1-én esedékes szelvényekkel voltak ellátva, de az osztalék rendszerint a közgyülés után fizették ki. A szelvény elévülési ideje 5 év.
Részt vett a magyar állam, továbbá a főváros kölcsöneinek kibocsátásában. 1902-ben megkezdte a jelzálogüzletet és ennek alapján
a záloglevelek kibocsátását, 1910-ben pedig a községi kölcsönüzletet. Az intézet folytonos fejlődése alapján többször emelte alaptőkéjét, 1911-ben 50 millió koronára. Megalapította a Délmagyarországi Leszámítolóbankot és affiliálta az Újvidéki takarékpénztárat. 1912 végéig 125,5 millió korona jelzálogos és 13,7 millió községi kölcsönt folyósított. Forgalma 1913-ban értékpapírokban 521.309,218 korona, külföldre szóló váltókban 329.513,088, lombard-üzletben 491.027,328 korona, belföldi váltókban 1,024.117,583 korona volt, pénztári forgalma 6,865.223,708 korona. Betétállománya 165 millió korona. 
Tőkéi nyugdíjalapokkal 1940-ben 28,9 millió pengőt tettek ki. 